# Хроники Миртаны: Архолос
«Хро́ники Мирта́ны: А́рхолос» (англ. The Chronicles Of Myrtana: Archolos, пол. Kroniki Myrtany: Archolos) — глобальная модификация на дополнение «Gothic II: Ночь Ворона» к компьютерной игре Gothic II, выпущенная 10 декабря 2021 года. Мод распространяется бесплатно, однако для его запуска требуется лицензионная копия Gothic II: Gold Edition.
Модификация переносит действие игры на остров Архолос. Мод содержит более 170 квестов, новые игровые механики, технические нововведения, переработанный баланс, а также собственный саундтрек. Сюжетно «Хроники Миртаны» является приквелом к Gothic, действие модификации разворачивается за десять лет до первой игры серии. Игрок управляет парнем по имени Марвин, который прибывает на Архолос в поисках мирной жизни, но со временем оказывается втянутым в политические конфликты.
Мод основывается на наработках модификации «История Хориниса», которые были перенесены в отдельный проект в результате конфликта в команде разработчиков. Создание мода заняло более четырёх лет. Модификация обзавелась полным польским и русским дубляжом, в озвучке принимали участие профессиональные актёры.
«Хроники Миртаны» получила положительные отзывы критиков; рецензенты отмечали, что модификация хорошо передаёт атмосферу «той самой» Gothic, а также сравнивали игру с «Ведьмаком», однако признавали, что в игре есть баги, а играть в такую старую игру может быть затруднительно. Модификация победила в голосовании «Лучший мод десятилетия» портала Mod DB.

## Игровой процесс

Одним из нововведений модификации стали доски объявлений, на которых можно взять контракт на убийство бандитов или монстров

«Хроники Миртаны: Архолос» является полноценной фанатской игрой на базе официального дополнения «Gothic II: Ночь Ворона». Модификация переносит действие игры на остров Архолос, находящийся к востоку от континентальной Миртаны, который ранее упоминался в Gothic. Игра содержит более 170 квестов, новые игровые механики — например, рыбалку, технические нововведения — например, полноценные кат-сцены на движке, и переработанный баланс. Модификация обладает собственным саундтреком, в который включены как новые композиции, так и ремиксы музыкальных тем Gothic II и Gothic 3.
Остров Архолос разделён на биомы, каждый из которых имеет уникальный дизайн и противников. Помимо врагов из оригинальных игр, в мод было добавлено большое количество новых монстров — как более сильных версий уже известных, так и новых видов противников, например, медведей. Титульный город Архолос является самым большим поселением в играх серии Gothic. Локации наполнены большим количеством секретов, вознаграждающих исследование мира. В игре доступно три способа быстрого перемещения: гонцы Араксос, предлагающие перемещение по суше; перевозчики, которые могут доставить игрока до пункта назначения на лодке; и порталы, между которыми можно перемещаться с помощью магии. Также при перемещении по городу можно нанять курьера, который поможет добраться до нужного места.
По сравнению с Gothic II, сюжет модификации более приземлён: в нём меньше внимания уделяется эпическим приключениям, и больше — отношениям и взаимовыручке. Помимо сюжетных и побочных заданий, было добавлено большое разнообразие случайных встреч, а также доски объявлений, на которых можно взять контракт на убийство бандитов и монстров — последние имеют увеличенные характеристики и уникальный внешний вид. Некоторые квесты предлагают множество вариантов прохождения: например, чтобы попасть в город, можно заслужить доверие старосты деревни и получить официальное разрешение, поработать на контрабандистов и пройти через пещеры, присвоить чужой пропуск, который временно даётся герою во время одного из побочных заданий, и так далее. Для продвижения по сюжету игрок должен вступить в одну из двух фракций — городскую стражу или торговую гильдию Араксос; ближе к концу игры открывается третья фракция, в которую игрок сможет перейти при желании. В отличие от Gothic II, где выбор фракции во многом определялся желаемым стилем игры — например, наёмники Ли обладали лучшим снаряжением для воинов ближнего боя, — в «Хрониках Миртаны» фракции в первую очередь отличаются идеологией.
В моде была переработана система крафта. В частности, была добавлена система кулинарии: если в оригинальных играх готовка сводилась к жарке мяса на костре, то в «Хрониках Миртаны» была добавлена возможность создавать блюда, такие как рагу, котлеты, шашлык, пироги, варенье, глинтвейн и так далее. Эффект от приготовленных блюд гораздо сильнее эффекта от поедания отдельных ингредиентов и сравним с употреблением зелий; кроме того, разнообразное питание даёт бонус к максимальному запасу здоровья главного героя. Для приготовления блюд необходимо приобретать и изучать рецепты. Кузнечное дело тоже было расширено: помимо ковки мечей, в модификации доступно изготовление топоров, луков и арбалетов, а также стрел и арбалетных болтов. Для крафта используются трофеи вроде когтей и шкур, добываемые в том числе на охоте, и требуются соответствующие навыки, которые были разделены на несколько веток прокачки.
Системы боя и прокачки подверглась перебалансировке. В игру было добавлено большое количество холодного оружия с требованием к ловкости, и многим видам оружия были добавлены бонусы — например, экипированный меч может увеличивать навык владения одноручным оружием. Кроме того, был добавлен новый модификатор, «пробитие брони», который частично игнорирует защиту цели; он используется не только в характеристиках оружия, но и у некоторых монстров. Для изучения магии стало не обязательным вступать в круг магов и создавать руны с заклинаниями: по мере исследования острова можно найти книги, открывающие нужные навыки, и готовые руны магии. Также была добавлена возможность улучшать броню у бронника.
Игра наполнена огромным количеством отсылок: так, имя главного героя, Марвин, отсылает к чит-коду движка ZenGin, запускающему режим отладки, а достижение «Jak będzie w Khorinis?» (с пол. — «Как это будет в Хоринисе?») отсылает к названию польской группы в Facebook с мемами о Gothic.

## Сюжет
Действие «Хроник Миртаны: Архолос» разворачивается за 10 лет до событий Gothic. Главный герой, парень по имени Марвин, плывёт со своим братом Йорном с острова Лондрам, подвергшегося нападению орков, на остров Архолос. Прибыв на остров, братья направляются в деревню Зильбах, где живёт их дядя Курт. По дороге на них нападает речной шершень, который жалит Йорна, однако братьям удаётся пробиться к деревне. Жители Зильбаха встречают беженцев прохладно, но дают им еду и кров. Братья начинают помогать жителям деревни в быту, чтобы отработать своё пропитание.
Через некоторое время состояние Йорна ухудшается, и Марвин отправляется к алхимику за лекарством. Вернувшись, он обнаруживает, что в доме Курта устроен погром, а Йорна похитили. Опросив свидетелей и отправившись по следу, Марвин узнаёт, что похитителей было двое, мужчина богатырского телосложения и тощий парень, которые скрылись в городе Архолос. Добившись пропуска в столицу, Марвин осознаёт, что самостоятельно прочесать город у него не выйдет, а потому решает устроиться на работу в одну из гильдий в надежде, что его наниматель поможет ему в поисках.
Через некоторое время Марвин выходит на след похитителя-исполина, Большого Бена, и отправляется за ним в Последнюю Гавань — пиратский лагерь на болотах, где скрываются люди, которым больше некуда идти. В лагере он знакомится с девушкой по имени Айви, работающей на некого влиятельного человека. Узнав о мотивах Марвина, Айви предлагает представить его боссу, однако протагонист отказывается, решив, что это только отсрочит поиски брата. Марвин добирается до Бена, но лишь узнаёт, что тот работал по анонимному заказу и не может сообщить ничего полезного. Раздосадованный Марвин возвращается в город.
Тем временем в городе происходит неудачное покушение на ростовщика Волкера, самого богатого человека на острове. По приказу своего нанимателя Марвин отправляется к Волкеру с целью помочь в расследовании. Волкер рассказывает о том, что ему противостоит некая могущественная организация, и отправляет Марвина на пару со своей подопечной Айви по следу убийцы. Марвин и Айви доходят до крепости Волчье логово, в которой живут Сыны волка — коренной народ Архолоса, населявший остров до того, как его завоевали миртанцы. Марвин выясняет личность нападавшего: им оказывается Йон, который незадолго до прихода Марвина отправился истреблять ползунов в шахту. Марвин спускается вслед за Йоном, тот предлагает убить вместе королеву ползунов, после сражения с ней он получает сильное ранение и умирает. Обыскав его труп, Марвин находит карту города, на которой отмечен один дом.
Марвин отправляется в обозначенный дом и обнаруживает, что он занят людьми Волкера. Пробившись сквозь охрану, герой замечает подвал с пыточными механизмами и гробами, в одном из которых находит бездыханное тело брата. Марвин подвергается нападению людей Волкера, однако его спасает человек по имени Кессель. Выясняется, что организацией, противостоящей Волкеру, является Кольцо воды, в которую входили и Кессель, и Йон. Кессель рассказывает Марвину, что Волкер давно промышляет похищениями людей, и вдобавок занимается формированием огромной частной армии. Марвин и Кессель отправляются к остальным членам кольца Воды, однако попадают в засаду людей Волкера и едва выживают.
Марвин приходит в себя в монастыре магов Воды. Кессель просит магов вмешаться в происходящее на острове, но те не решаются нарушить священный нейтралитет. Кессель и Марвин решают организовать экспедицию за мечом Миротворцем — легендарным артефактом Аданоса, появление которого могло бы стать подходящим знаком для магов. Экспедиция завершается успешно, однако на обратном пути Марвин встречает армию Сынов волка, лидер которой, Ульрик, отбирает у Марвина меч.
Вернувшись в город, Марвин обнаруживает, что он объят битвой: Ульрик, получив могущественный артефакт и объединившись с Волкером, нападает на город. Миртанцам удаётся отбросить Сынов волка благодаря вмешательству магов Воды, а Марвин отправляется по следу Волкера. На пути он вновь встречает Айви, которая также желает отомстить Волкеру за то, что он ею манипулировал. Марвин осознаёт, что Айви тоже была замешана в похищении его брата — именно её свидетели приняли за тощего парня. В зависимости от выбора игрока и отношения Айви к протагонисту, Марвин может убить Айви, отпустить её или совместно с ней напасть на Волкера.
После воцарения мира на острове Марвин, чьи подвиги были оценены по заслугам, становится почётным гражданином города. Однако такое положение вещей приходится не по вкусу политическим элитам города. Спустя несколько месяцев они добиваются отправки Марвина в Долину рудников, в которой в дальнейшем развернутся события Gothic.

### Анализ
Давид Мартин из DTF считает, что «Хроники Миртаны» построена на обыгрывании темы кризиса беженцев во времена глобальных потрясений. Главный герой бежит от войны в чужую страну, жители которой уже устали от потока мигрантов, а потому настроены к нему недружелюбно. Протагонист пытается интегрироваться в общество с помощью честного труда. Поначалу он вынужден заниматься тяжёлой и грязной работой, вроде уборки дома, чистки овчарни и починки моста, однако со временем доверие к главному герою растёт и репутация начинает работать на него. При этом он постоянно видит беженцев, которые не смогли влиться в общество и промышляют разбойничеством, карманными кражами или попрошайничеством — хотя пример Марвина показывает, что для интеграции в общество не нужно ничего сверхъестественного. Давид считает, что главный посыл игры — «в каких бы условиях ни оказался человек, он сможет завоевать себе место под солнцем, если действительно этого захочет».

## Разработка и выпуск
В 2017 году польская студия SoulFire объявила о работе над масштабным дополнением для Gothic II под названием «История Хориниса» (пол. Dzieje Khorinis). По словам разработчиков, им удалось заручиться поддержкой Piranha Bytes и привлечь актёров дубляжа, работавших над оригинальной Gothic II. Вскоре после анонса в команде произошёл внутренний конфликт, приведший к расколу: лидер проекта Пётр «Dark» Чолновский покинул студию и заявил, что продолжит работать над модификацией самостоятельно, вместе с небольшой частью команды и привлечёнными актёрами озвучки, а оставшиеся разработчики объявили о работе над новой модификацией «Хроники Миртаны» (пол. Kroniki Myrtany). Во избежание конфликтов на почве авторских прав, две команды заключили договор, в результате чего из «Истории Хориниса» был удалён текст, написанный участниками команды «Хроник Миртаны».
Была анонсирована первая глава «Хроник Миртаны», озаглавленная «Архолос» (пол. Archolos), события которой разворачиваются за десять лет до Gothic; ориентировочной датой выхода был объявлен 2020 год. В декабре 2019 года команда объявила о том, что работа над основным сюжетом завершена. В марте 2020 года разработчики провели двухчасовую интернет-трансляцию, на которой был представлен игровой процесс модификации; разработчики предупредили, что озвучка мода — временная, и к выпуску её планируется заменить на профессиональную. В мае 2020 года разработчики заявили, что альфа-версия мода готова, однако выпуск полноценной версии откладывается, поскольку записи озвучки в срок помешала пандемия COVID-19. 29 ноября 2021 года разработчики выпустили трейлер, приуроченный к 19-летию Gothic II, и объявили новую дату выхода — 10 декабря 2021 года. Итоговая версия модов обзавелась озвучкой на польском языке с участием профессиональных актёров, в том числе Мирослава Зброевича, Артура Барцися, Цезария Жака и CeZik. Режиссёром дубляжа выступил Матеуш Павловский, а протагониста озвучил Михал Клавитер. Музыку к моду сочинил Камиль Женджеевский, а исполнил оркестр Andante’s Inferno в помещении Музыкального университета имени Фредерика Шопена в Варшаве; в саундтрек, состоящий из более чем 30 треков, вошли как новые композиции, так и обновлённые версии треков из игр серии Gothic. Модификация распространяется бесплатно, однако для игры требуется лицензионная версия Gothic II: Gold Edition.
По сообщениям разработчиков, за первые полторы недели с модом ознакомилось более 110 тысяч игроков; при этом 75—80 % загрузок было осуществлено из Польши, а большую часть остальных игроков составляют жители России и Германии. 30 сентября 2022 года мод был переведён на русский язык. Также в сентябре было объявлено, что один из разработчиков «Хроник Миртаны» присоединился к THQ Nordic для работы на ремейком Gothic.
1 апреля 2023 года разработчики анонсировали порт игры на Nintendo Switch, а также выпуск эксклюзивного для Switch обновления 2.0, включающего новые локации, новых противников, кастомизацию внешнего вида протагониста, и хардкорный режим. Позднее в апреле было объявлено, что из перечисленного первоапрельским розыгрышем является только порт на Switch, а всё остальное находится в разработке и войдёт в переиздание Mod of the Decade Edition.
15 апреля 2024 года студия Train Studio выпустила русскую озвучку мода.

## Награды и критика
«Хроники Миртаны: Архолос» получила положительные отзывы критиков. Рецензенты отмечали, что модификация передаёт атмосферу «той самой» Gothic, а также сравнивали игру с «Ведьмаком», однако признавали, что в игре есть баги, а играть в такую старую игру может быть затруднительно.
Барнаба Зигель из CD-Action оценил игру в 8+ баллов из 10, похвалив дубляж, левел-дизайн, саундтрек и систему крафта, написав: «здесь так много нововведений и сюрпризов, что мод с тем же успехом мог оказаться утерянным, выпущенным спустя годы официальным дополнением». Хуберт Следзивский из Gry-Online поставил игре оценку 9 из 10, похвалив сюжет, дубляж, саундтрек, соответствие лору Gothic, нововведения и отсылки, однако раскритиковав игру за слишком низкую сложность. Давид Мартин в рецензии для DTF назвал модификацию «Hidden Gem 2021 года», заявив, что она развивает идеи культовой игры Pirahna Bytes до уровня, соответствующего современным стандартам, указав в качестве недостатков слишком большое количество текста и плохую английскую локализацию. Кирилл Волошин из StopGame.ru поставил игре оценку «похвально», назвав её «в принципе одной из лучших фанатских работ за историю модостроения». Максим Иванов из iXBT Games назвал мод «отличной игрой», похвалив проработку мира и персонажей, озвучку и разнообразие способов прохождения.
«Хроники Миртаны: Архолос» стал лучшим модом 2021 года по версии пользователей портала Mod DB. В голосовании за лучший мод десятилетия, запущенном в честь двадцатилетия Mod DB, «Хроники Миртаны» занял первое место, опередив такие модификации, как Mental Omega, Enderal, Black Mesa и S.T.A.L.K.E.R.: Call of Chernobyl. На Digital Dragons Awards 2021 мод был номинирован в четырёх категориях: «Лучшая польская игра», «Лучший польский геймдизайн», «Лучший польский игровой арт» и «Лучший польский саундтрек»; модификация стала одним из лидеров по числу номинаций, разделив это звание с The Medium и Chernobylite.